# Zygiometella perlongipes
Zygiometella perlongipes is een spinnensoort in de taxonomische indeling van de strekspinnen.
Het dier behoort tot het geslacht Zygiometella. De wetenschappelijke naam van de soort werd voor het eerst geldig gepubliceerd in 1872 door Octavius Pickard-Cambridge.